# Al-Fourqaan-moskéen
Al-Fourqaan-moskéen er en islamisk salafistisk moske Eindhoven, Nederlandene.
Moskeen har været i mediernes søgelys siden 2005 for sin jihadiske imam Eisha Bersham fra Bosnien. Efterretningstjenesten AIVD klassificerede ham som en trussel mod den nationale sikkerhed, og ministeren for integration og immigration Rita Verdonk reagerede ved at forbyde ham adgang til landet som en uønsket udlænding. Domstolen i Amsterdam afgjorde oprindeligt at imamen godt måtte blive i landet, men den 27. april 2007 fastslog Raad van State (statsrådet i Nederlandene) til sidst at han ville blive udvist fra Nederlandene i 10 år.
To andre mænd bad regelmæssigt i Al-Fourqaan-moskéen; Ahmed El Bakiouli og Khalid El Hassnoui. De blev angiveligt rekrutteret af den Algeriske terrorgruppe Groupe Salafiste pour la Prédication et le Combat til at kæmpe i den hellige krig. De blev begge dræbt i Kashmir (Indien) hvor muslimer har kæmpet en separatistisk krig.